# Iglesia de Nuestra Señora de la Expectación
La Iglesia de Nuestra Señora de la Expectación es un templo religioso católico situado en la población de Cabra del Santo Cristo en Jaén en Andalucía con la advocación mariana de la Virgen de la Expectación. Además es el Santuario del Santo Cristo de Burgos.
Es Bien de Interés Cultural desde el 30 de octubre de 1981. 

## Arquitectura
La iglesia data del siglo XVII y la obra principal es de Juan de Aranda Salazar, con participación de Eufrasio López de Rojas. La torre y el coro son posteriores, de finales del siglo XVII. Se trata de una sola nave sobre planta de cruz latina con capillas hornacinas de medio punto sobre impostas. En dichas impostas descansan también unas pilastras toscanas cuyo corto entablamento recorre todo el perímetro del templo, por encima del cual se prolongan en los arcos fajones que refuerzan la bóveda de cañón. El crucero se cubre con cúpula gallonada sobre pechinas decoradas con lienzos de los Evangelistas. El resto de la decoración es actual. El presbiterio es una gran capilla hornacina de medio punto. El exterior es de sillares de piedra y el cimborrio es de ladrillo. La fachada principal está en los pies. La enmarca además de la torre, un pilar decorado con entablamento y un pedestal con bola. Cuenta con dos portadas, la principal a los pies y en un lateral una más sencilla. Consiste en un arco de medio punto sobre impostas flanqueado por pilastras toscanas que sostienen una cornisa (hoy desaparecida). Sobre la cornisa una ventana de medio punto, a modo de hornacina, que está enmarcada por una moldura cruciforme y rematada con frontón curvo partido por un escudo. Hay otros dos escudos que se disponen sobre los ejes de las pilastras. En su interior destacan las capillas y retablos.

### Portada principal
La portada es de tres pisos. El piso inferior de vano de medio punto sobre impostas, decorado su trasdós con perlas, cuentas y una hoja de acanto en la clave. Las jambas, al igual que las pilastras que la flanquean, llevan festón vertical resaltado. El segundo piso lo ocupa una hornacina de medio punto enmarcada por moldura cruciforme y en su interior una imagen de la Virgen sobre concha. A ambos lados se observan los arranques de un frontón curvo con dos escudos sobre pedestal. El tercer piso se inicia a partir de una cornisa sobre la que se eleva un frontón triangular inscrito en otro curvo y ambos partidos por un escudo. El conjunto lo remata un gran vano de medio punto.  

### Torre
Divida en tres cuerpos, de planta cuadrada y en línea con la fachada principal está dividida en tres cuerpos. Los dos primeros son lisos y el del campanario se decora con pilastras toscanas arquitrabadas enmarcando vanos de medio punto y con entablamento y esquinas achaflanadas.

### Retablo mayor

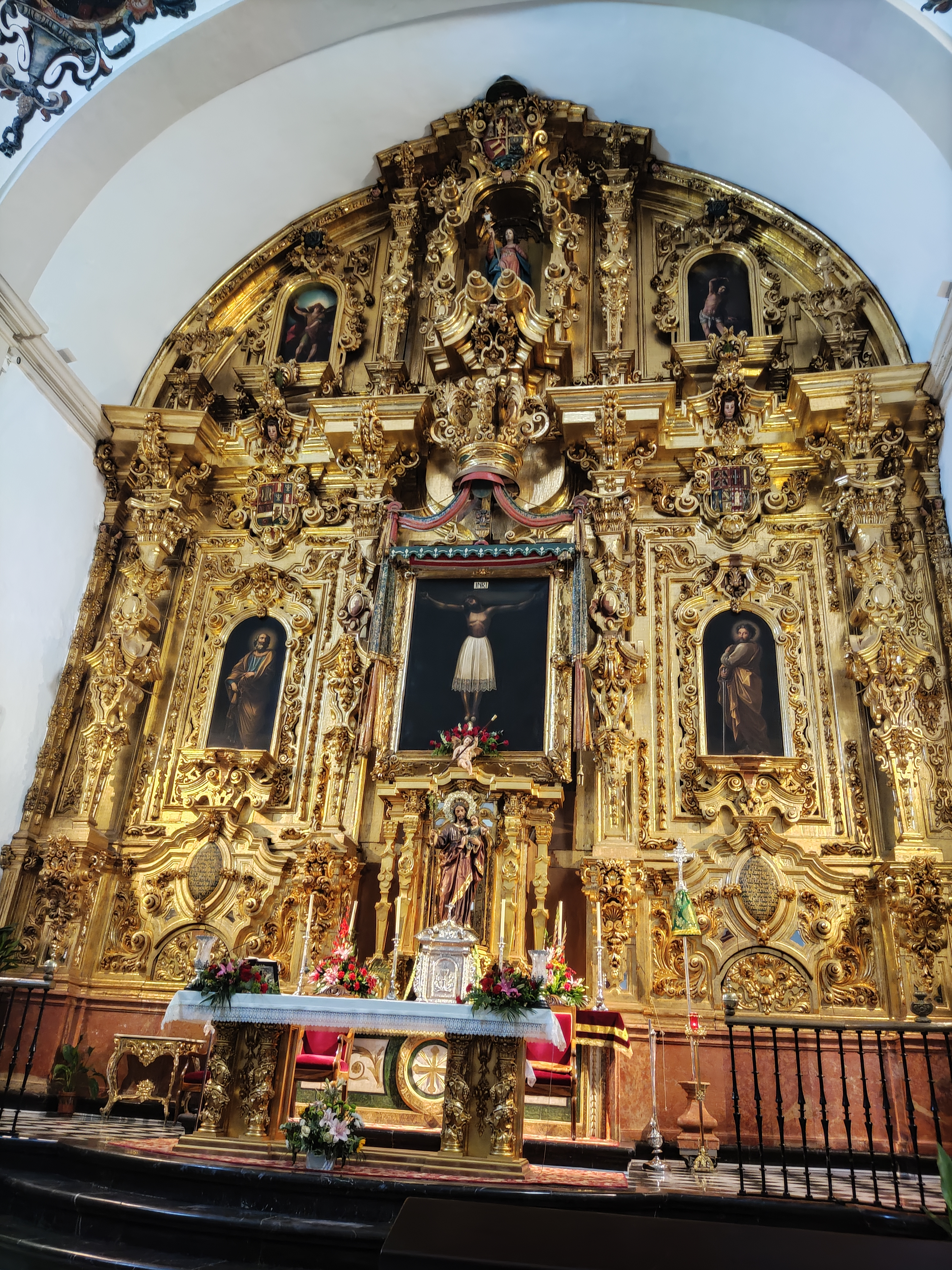
Retablo mayor de la Iglesia Ntra. Sra. de la Expectación

De mitad del siglo XVIII en estilo tardobarroco, es obra de Francisco de Briones de Baeza. La calle central del retablo acoge un gran pabellón resaltado y rematado por una corona donde se encuentra el Santísimo Cristo de Burgos, patrón de la localidad. Se pueden observar dos óvalos en letras doradas sobre fondo verde con la fecha de 1759 y los nombres del Papa Clemente XIII, el Rey Carlos III, las autoridades religiosas, el VII Marqués de La Rambla Rodrigo Pedro de Orozco y San Vitores y el pueblo de Cabra de Santo Cristo. El original fue destruido en la Guerra Civil y el actual es obra de Francisco Cerezo Moreno. Los lienzos del presbiterio del siglo XVII son de notable valor artístico.

### Órgano
Órgano del siglo XVIII de diseño barroco y de grandes dimensiones. Situado en el coro, fue reformado a mediados del siglo XX por la Organería Española S.A.

## Historia
D. Jerónimo Sanvítores de la Portilla, primer propietario del lienzo, fue el patrono de la construcción de este templo para la exaltación del Santo Cristo de Burgos.

## Santo Cristo de Burgos
Según la tradición popular fue en 19 de enero de 1637, día de San Sebastián, cuando el lienzo del Santo Cristo de Burgos llegó a Cabra. Lo trajo el arriero que transportaba las pertenencias de Jerónimo de Sanvítores, que había sido nombrado Corregidor de Guadix por Felipe IV. Entre ellas, el lienzo del Santísimo Cristo de Burgos, talla gótica que se encontraba en el Monasterio de los Agustinos de Burgos, hoy en la Catedral de Burgos, del que era muy devoto. La leyenda cuenta que el viaje fue penoso y únicamente la caja que transportaba el lienzo del Santo Cristo se pudo salvar. El arriero hizo noche en una posada de Cabrilla, como se llamaba la población, y por su mediación sanó la mano de la posadera, de tal modo que los fervorosos vecinos trasladaron el lienzo al altar mayor de la iglesia para venerarlo.
Tanto la población de Cabrilla como la ciudad de Guadix como el propio Jerónimo de Sanvítores reclamaban la propiedad del Santo Cristo de Burgos. El obispo de Jaén Baltasar de Moscoso y Sandoval mandó entregar a Jerónimo Sanvítores una copia del lienzo hecha por Jacinto Anguiano, además del Señorío de la Villa de Cabrilla (en sus sucesores Marquesado de La Rambla) y la llave del sagrario cada Viernes Santo para resolver la disputa. A partir de entonces el pueblo sería conocido como Cabra del Santo Cristo. 
Sobre el lugar donde murió la mula que cargó con la caja se alzó la ermita del Nicho de la Legua. A finales del siglo XVII otro suceso milagroso contribuyó a aumentar la devoción al Santo Cristo de Burgos. En este caso se levantó la ermita Nicho del Sudor, que perdura hasta hoy, en la era donde el lienzo comenzó a sudar durante una procesión para interceder ante la escasez de lluvia.  
El pueblo se convirtió en un lugar de peregrinación para los devotos de esta parte de Andalucía. 
El beato y misionero mártir Diego Luis de Sanvítores, hijo de Jerónimo de Sanvítores, llevó su devoción al Santo Cristo  en sus misiones a Ciudad de México y a la isla de Mindoro en Filipinas.
El lienzo original fue quemado en la Guerra Civil, y se conservan reproducciones de él en la Iglesia de Nuestra Señora de la Expectación y en la ermita del Nicho del Sudor.